# ボール紙
ボール紙（ボールがみ）は、元来は、藁パルプで作った板紙。ボールは、英語のboard（板。ボード、古くはボールドとも）に由来する。
近年になり、木材パルプで作った白ボールなども現れ、これらを含め板紙全般をボール紙と呼ぶことも多い。これらと区別するため、藁パルプを使ったボール紙は黄ボールと呼ぶ。他にも「布ボール」「マニラボール」「茶ボール」「チップボール」「コートボール」などがある。
紙箱や、本の表紙に使われる。
段ボールは、原紙にボール紙を使ったため、この名がある（ただし現在は、段ボール原紙は古紙を主原料とする）。

## 日本におけるボール紙の国産化
日本においては明治時代初期まで板紙の国内生産がなされておらず、輸入に頼らざるをえない状況であったが、佐久間貞一が明治9年に国産板紙の製造に成功し、明治21年にはその量産化に成功した。
ボール紙の国産化と量産化の成功は産業に大きな影響を与えるとともに、めんこ（紙めんこ）の普及など大衆文化の世界にもその影響をおよぼした。
白ボールが普及する様になる昭和の中ごろまでは、黄ボールが厚紙の主流であり、雑誌の付録、学校の工作教材なども全て黄ボールであった。
黄ボールはその色と質感が、つぶれた馬糞そっくりであったため巷では「馬糞紙」と呼ばれていた。
高度経済の始まる昭和40年度中ごろから、白ボールに取って代わられ、目にする機会は無くなって行った。